# Westerdijk Fungal Biodiversity Institute
Het Westerdijk Fungal Biodiversity Institute (WFBI) is een onderzoeksinstituut van de Koninklijke Nederlandse Akademie van Wetenschappen (KNAW).

## Geschiedenis
Het Westerdijk Fungal Biodiversity Institute werd in 1904 opgericht als een collectie levende schimmels en algen, onder de naam 'Centraalbureau voor Schimmelcultures' (CBS, later CBS-KNAW). Het was lang gevestigd in Baarn.
Het onderzoeksinstituut is in 2000 verhuisd naar de De Uithof (Utrecht). Toen werden ook collecties van de Technische Universiteit Delft toegevoegd.
In 2017 is het 'Centraalbureau voor Schimmelcultures' van naam veranderd, het heet nu 'Westerdijk Fungal Biodiversity Institute' (Westerdijk Institute). Dit als eerbetoon aan Johanna Westerdijk, die directeur van het instituut was van 1907 tot 1958. Dat jaar, 2017, was tevens Westerdijkjaar; de verdiensten van vrouwen in de wetenschap werden toen gevierd.

## Organisatie
Het Westerdijk Institute bestaat grofweg uit twee delen: Collectiebeheer en Onderzoek. Sinds de oprichting heeft het instituut een van 's werelds grootste collecties levende schimmels, gisten en bacteriën opgebouwd. Het is erkend als bewaarplaats van gepatenteerde schimmels, gisten en bacteriën.
Onderzoekers verrichten taxonomisch en evolutiebiologisch onderzoek aan schimmels. Hierbij worden vaak ook ecologische en genomische vraagstellingen betrokken. Tegenwoordig heeft het de volgende onderzoeksgroepen:
- Evolutionaire Phytopathologie (Pedro Crous)
- Toegepaste en Industriële Mycologie (Jos Houbraken)
- Medische Mycologie (Sybren de Hoog)
- Onderzoek van Gist en Basidiomyceten (Teun Boekhout)
- Schimmelfysiologie (Ronald de Vries)
- Bioinformatica (Vincent Robert)

Het instituut fungeert tevens als een expertisecentrum voor vragen met betrekking tot schimmels, gisten en bacteriën vanuit wetenschap, bedrijfsleven, overheid en maatschappelijke groeperingen. Ook organiseert het cursussen met betrekking tot algemene mycologie, medische mycologie en mycologie met betrekking tot voedsel en de bebouwde omgeving. Het verricht op verzoek van derden identificaties van micro-organismen en adviseert bij problemen ten gevolge van schimmels en gisten. Medewerkers dragen bij aan gegevens in de Index Fungorum en het Nederlands Soortenregister.
In het instituut is de bibliotheek van de Nederlandse Mycologische Vereniging gevestigd. Leden van deze vereniging kunnen hier boeken lenen en raadplegen. Het instituut is verantwoordelijk voor het mycologische tijdschrift Studies in Mycology. In samenwerking met Naturalis Biodiversity Center wordt Persoonia uitgegeven.
Samen met Naturalis worden ook grootschalige faciliteiten opgezet worden om DNA-barcoding bij organismen te kunnen toepassen, in het project ARISE.

## Directeuren en medewerkers
Sinds 2002 is Pedro Crous directeur. De eerdere directeuren waren:
- 1904-1907: Friedrich Went
- 1907-1958: Johanna Westerdijk
- 1959-1963: Agathe Louise van Beverwijk
- 1963-1980: Josef Adolf von Arx
- 1980-1988: Maria Anna Agnes Schipper (a.i.)
- 1988-1990: Robert Kokke
- 1990-2002: Dirk van der Mei

Sinds 1970 werkt Robert Samson bij het instituut. Joost Stalpers is sinds 1972 aan het instituut verbonden.